# Tetsijtsilín
Tetsijtsilín är en ort i Mexiko.   Den ligger i kommunen Cuetzalan del Progreso och delstaten Puebla, i den sydöstra delen av landet, 180 km öster om huvudstaden Mexico City. Tetsijtsilín ligger 802 meter över havet och antalet invånare är 212.
Terrängen runt Tetsijtsilín är bergig, och sluttar norrut. Runt Tetsijtsilín är det ganska tätbefolkat, med 179 invånare per kvadratkilometer. Närmaste större samhälle är Olintla, 16,4 km väster om Tetsijtsilín. I omgivningarna runt Tetsijtsilín växer i huvudsak städsegrön lövskog.